# گیراگوس گاندزاکه‌تسی
گیراگوس گاندزاکه‌تسی  (به ارمنی: Կիրակոս Գանձակեցի)؛ (۱۲۰۰/۱۲۰۲ – ۱۲۷۱) تاریخ‌نگار سده ۱۳ میلادی اهل ارمنستان بود. وی مؤلف «تاریخ ارمنستان»، خلاصه رویدادهای از سده ۴ تا ۱۲ میلادی و شرح مفصلی از رویدادهای دوره حیات خویش می‌باشد. این اثر به زبان‌های چون لاتینی، فرانسوی و روسی ترجمه شده است.
وی در حدود سال ۱۲۰۰ در شهر تیگراناکرت آرتساخ به دنیا آمد. او در مدرسه گتیک نو در روستای تاندزوت در منطقه کاین حضور یافت و شاگرد وارداپت واناکان بود.